# Parafia św. Antoniego w Sieniawie
Parafia świętego Antoniego w Sieniawie – rzymskokatolicka parafia znajdująca się w archidiecezji krakowskiej, w dekanacie Rabka, w Polsce.